# Cubillas de Rueda
Cubillas de Rueda – gmina w Hiszpanii, w prowincji León, w Kastylii i León, o powierzchni 86,82 km². W 2011 roku gmina liczyła 512 mieszkańców.